# FLORAL -single collection vol.2-
『FLORAL -single collection vol.2-』（フローラル・シングルコレクション・ヴォリューム・ツー）は、shelaのベストアルバム。2005年7月6日にavex traxよりリリース。

## 解説
ベストアルバム『COLORS -single collection vol.1-』と同時リリースされた。
本作では「花」をコンセプトにしたシングル曲および12thシングル「月と太陽」、13thシングル「Dear my friends」の楽曲が収録されている。
ビデオ・クリップ収録のDVD付きでリリースされた。

## 収録曲

### Disc1
1. I believe in love
2. Rose
3. Dear my friends
4. in my pocket (GROOVE THAT SOUL MIX)
5. into the light
6. 星が見える場所
7. OVER THERE
8. Baby's breath
9. Days
10. Precious Moment
11. Birthday Song
12. 月と太陽
13. treasure
14. 枯れない花

### Disc2
DVD
1. Rose
2. Days
3. Baby's breath
4. 星が見える場所
5. I believe in love
6. 月と太陽